# Karumandi Chellipalayam
Karumandi Chellipalayam là một thị xã panchayat của quận Erode thuộc bang Tamil Nadu, Ấn Độ.

## Nhân khẩu
Theo điều tra dân số năm 2001 của Ấn Độ, Karumandi Chellipalayam có dân số 20.143 người. Phái nam chiếm 49% tổng số dân và phái nữ chiếm 51%. Karumandi Chellipalayam có tỷ lệ 69% biết đọc biết viết, cao hơn tỷ lệ trung bình toàn quốc là 59,5%: tỷ lệ cho phái nam là 75%, và tỷ lệ cho phái nữ là 63%. Tại Karumandi Chellipalayam, 9% dân số nhỏ hơn 6 tuổi.